# Rotor (együttes)
A RoToR zenekar 1986-ban alakult miskolci heavy metal együttes. 2021-ben feloszlott.

## Tagok
- Szentesi János  – ének
- Ferenczi László  – gitár
- Wágner Gábor  – bass
- Plósz József   – gitár
- Fekete Szilárd  – dob

## Diszkográfia
- Tépj szét minden láncot (1991)
- Árvaház (1997)
- Vegetáció (1998)
- Hard & Light (2000)
- Semmi nem elég (2001) (a Hard & Light lemez 10 dalának újrakevert változata)
- Gyökerek (2004)
- Acélba zárva (2007)
- Még élünk (válogatás CD+DVD, 2019)
- Most vagy soha (2019)

## Külső hivatkozások
- Hivatalos honlap Archiválva 2011. október 26-i dátummal a Wayback Machine-ben
- Rajongói honlap